# Brinno
Brinno ou Brinnon est un aristocrate Cananefates, élu dux lors de la révolte des bataves de 69-70 contre l'Empire romain. Les Cananefates rejoignent la rébellion batave à l'embouchure du Rhin en 69.

## Biographie
Brinno est un aristocrate Cananéfate. Son père, qui s'est également rebellé à plusieurs reprises contre les Romains, est connu pour s'être moqué ouvertement de l'expédition ratée de Caligula en Bretagne. Au cours de la guerre civile romaine de 69 (Année des quatre empereurs), Vitellius retire une partie considérable des troupes romaines de l'actuelle Pays-Bas et de la rive ouest du Rhin afin de renforcer ses prétentions sur le trône impérial de Rome. Les Cananefates, qui vivent dans la région côtière néerlandaise, ont choisi Brinno comme duc et se sont rebellés contre l'occupant romain, peut-être à la demande du chef batave Julius Civilis. Les Frises et les Chauques ont rejoint les insurgés.

### Soulèvement des Bataves
À la grande surprise des Romains, Brinno attaque les camps d'hiver de deux cohortes sur la côte, probablement au Praetorium Agrippinae (actuelle Valkenburg). Hordeonius Flaccus, commandant de la province militaire de Basse-Germanie (Germania Inferior), avait récemment envoyé des troupes supplémentaires à l'Ulpia Noviomagus Batavorum (actuelle Nimègue) en raison de l'agitation parmi les Bataves, mais il ne s'attendait pas à un soulèvement parmi les Cananefates. La révolte de Brinno et de ses alliés s’est bien déroulée et d’autres renforts romains ont été détruits ou expulsés, notamment à Fectio (actuelle Vechten), Matilo (actuelle Roomburg), Albaniana (actuelle Alphen-sur-le-Rhin) et Traiectum(actuelle Utrecht). Les Bataves se sont également révoltés et dans le Betuwe, il y a eu un affrontement entre les troupes de Civilis et les auxiliaires romains sous Primus pilus Aquilius. Après que Claudius Labeo et son unité de cavalerie ont fait défection aux rebelles, les Romains ont été vaincus. Tacite indique que Brinno est plus tard remplacé comme chef de la révolte par Civilis.